# Stanley Holloway
Stanley Holloway (wym. [ˈstænli ˈhɒləweɪ]; ur. 1 października 1890 zm. 30 stycznia 1982) – angielski aktor filmowy.

## Filmografia
- 1921: The Rotters jako Arthur Wait
- 1944: Droga przed nami jako Szeregowy Ted Brewer
- 1951: Szajka z Lawendowego Wzgórza jako Pendlebury
- 1964: My Fair Lady jako Alfred P. Doolittle
- 1975: Journey Into Fear jako Pan Mathews

## Nagrody i nominacje
Za rolę Alfreda P. Doolittle w filmie My Fair Lady został nominowany do Oscara i nagrody Złotego Globu.